# Атлетікос де Сан-Херман
Атлетікос де Сан-Херман — чоловіча професійна баскетбольна команда, що базується у м. Сан-Херман у Пуерто-Рико і грає у Вищій Лізі Пуерто-Рико з баскетболу. Вона була заснована у 1930 році після об’єднання команд Сан-Херман і Фармасія Мартін.
Свої домашні ігри Атлетікос де Сан-Херман проводить на Arquelio Torres Ramírez Coliseum. Маскотом Атлетікос де Сан-Херман є помаранчевий монстр. Він став настільки популярним, що прізвисько команди було назване на його честь.
В період з 1932 по 1950 роки Атлетікос де Сан-Херман була дуже успішною, і здобула 10 чемпіонств. Але потім команда послабшала, і взяла свій наступний титул лише 35 років потому у 1985 році, здолавши Метс де Гвайнабо. Після цієї перемоги, у клубі почали розвивати молодіжну академію. В команді з’явилося багато талановитих баскетболістів, які привели Атлетікос ще до 3-х чемпіонств у 1991, 1994 та 1997 роках.

## Історія
Протягом 1930-х і 40-х років команда була найкращою в лізі, вигравши десять чемпіонатів в період з 1932 по 1950 роки. Торрес Рамірес запам'ятався як "El Pequeño Titán" (малий титан) і досі є найбільш відомим гравцем Сан-Хермана. Після його раптової смерті в 1949 році, команда вийшла в низхідну спіраль, дійшовши декілька разів до фіналу, але не зумівши виграти чемпіонат до вищезгаданого в 1985 році. Перший титул після 1985 року з'явився в 1991 році, коли розвиток талановитих молодих гравців досягнув піку. Під керівництвом Хосе Ортіза "Атлетікос" виграв свій другий чемпіонат за шість років. Проте команда 1991 року відрізнялася від команди 1985 року. Вона була дуже молодою (за винятком Ортіза) і з цієї причини отримала прізвисько «Лос Ненес» (хлопці або «діти»). До її складу увійшли Едді Касіано, Нельсон Квіньйонес, Луїс Алленде, Ян Гарсія і Оскар Сантьяго, талановиті баскетболісти, які виграли чемпіонат 1994 року.
Незабаром після цього публічні ворожнечі між Ортісом і власником команди привели до того, що команда переїхала грати в Грецію. Тоді молоді гравці, які досягли піку своєї кар'єри, виграли ще один чемпіонат для Сан-Хермана. У 1997 році Едді Касіано привів команду до перемоги над командою-андердогом Ґіґантес де Кароліна, і Атлетікос здобув свій 14 титул.

## Найвідоміші гравці
- Ту Холлоувей
- Альфа Бангура
- Оу Джей Мейо
- Едді Касіано

## Дивіться також
Теофіло Круз
Вища Ліга Пуерто-Рико з баскетболу